# Nshavan
Nshavan là một đô thị thuộc tỉnh Ararat, Armenia. Dân số ước tính năm 2011 là 1808 người. Đô thị này thuộc vùng đô thị Yerevan.